# Lví doupě
Lví doupě (hebrejsky ארין אלוסוד‎, arabsky عرين الأسود‎) je palestinská militantní skupina operující na Západním břehu Jordánu. Skupina se objevila v srpnu 2022, a zaměřuje se na ozbrojené útoky proti příslušníkům Izraelských obranných sil (IOS) a proti židovským civilistům.

## Historie
Organizace byla založena v červenci 2022 Muhammad al-Azizim, příslušníkem Brigád mučedníků Al-Aksá a Abdelem Rahmánem Subohem, ale příslušníky jsou i členové jiných militantních skupin jako Hamás, Palestinský islámský džihád (PID) či Fatáh. Známou se skupina stala  v srpnu 2022. V té době byli al-Azizi a Suboh již mrtví. Svůj název skupina odvozuje od přezdívky Ibrahima al-Nabulsího, prominentního militanta z Nábulusu, přezdívaného "Lev z Nábulusu". Skupina se od začátku stala cílem zájmu izraelských bezpečnostních složek. Vrchol činnosti dosáhla skupina v říjnu 2022. Izraelské bezpečnostní síly proti ní následně provedly několik akcí, při kterých byli někteří členové skupiny zlikvidováni. Dalších 15 až 20 členů skupiny využilo nabídku vlády Palestinské autonomie (PA) a přidalo se k palestinským bezpečnostním složkám. Několik desítek dalších členů se vzdalo bezpečnostním silám PA, aby tak získali ochranu před izraelským útoky.

## Struktura a zaměření
Podle odhadů IOS se skupina skládala z několika desítek členů, maximálně ale 100. Hlavní odbojovou činností skupiny se staly střelecké útoky v Judeji a ve středním a severním Samaří. Své útoky příslušníci skupiny dokumentovali a zveřejňovali na sociální síti Tik Tok. 13. října 2022 byl účet na této síti zrušen se zdůvodněním, že podněcuje k teroristické činnosti. Další videa poté skupina začala zveřejňovat na sociální síti Telegram. 
Skupinu tvoří zejména mladší členové palestinských militantních skupin Fatah či Hamás ve věku 18-30 let, kteří nesouhlasí s politikou ústupků vůči Izraeli prováděnou Fatahem, ale i Hamásem či Palestinským islámským džihádem. Obvykle nejsou primárně nábožensky založení a jejich hlavní motivací je boj proti Izraeli. Sídlem skupiny je údajně Staré město v Nábulusu.

## Činnost
Skupina se zaměřuje na střelecké útoky proti jak proti příslušníků IOS, tak proti židovským civilistům. První zmínka o skupině se objevila v palestinském tisku 15. srpna 2023, když se skupina přihlásila ke střeleckému útoku na vojáky IOS v Ružejbu na Západním břehu. 19. září byl palestinskými bezpečnostními silami zatčen velitel skupiny Izz ad-Din al-Kássam, což vedlo k ozbrojenému střetu mezi příslušníky skupiny a bezpečnostními silami palestinské samosprávy. 
Od konce září 2022 do března 2023 provedli příslušníci skupiny řadu střeleckých útoků na civilisty i vojáky IOS v Bejt Furich, Ševi Samarija, Šebi Šomron, Kedumim či u Kabatije. Útočili na policejní stanici v Har Bracha či v oblasti Golan. Výsledkem byl jeden mrtvý izraelský voják a několik zraněných izraelských vojáků a civilistů. Při přestřelkách byla řada členů skupiny zabita, včetně několika vůdčích postav skupiny, další byli zatčeni. Při odvetných operacích izraelských bezpečnostních složek bylo do poloviny února 2023 zabito 20 příslušníků jednotky a další byli zatčeni.